# Neue Synagoge (Mysłowice)

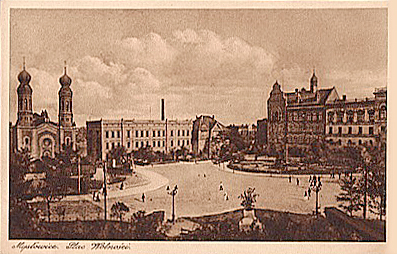
Plac Wolności; links die Synagoge

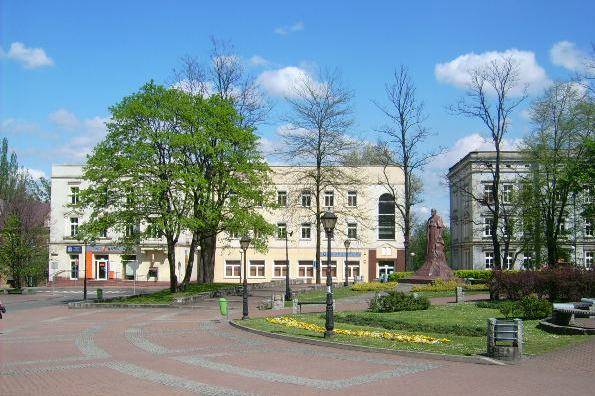
An der Stelle des mittleren Gebäudes stand bis 1939 die Synagoge

Die Neue Synagoge war eine Synagoge am Wilhelmsplatz (heute plac Wolności – Freiheitsplatz) in Mysłowice (damals Myslowitz).

## Beschreibung
Der Sakralbau wies eine Zweiturmfassade mit einem Davidstern in der Fassade auf und war in maurischen bzw. neo-romanischen Bauformen gehalten. Er war eine „Miniaturausgabe“ einer der größten Synagogen Tschechiens, der Großen Synagoge in Pilsen.

## Geschichte
Der Sakralbau wurde in vierjähriger Bauzeit von 1895 bis 1899 nach Plänen des Regierungsbaumeisters Ignatz Grünfeld am städtebaulich zentralen Wilhelmsplatz erbaut. Am 10. September 1899 fand die Einweihung der neuen Synagoge mit einem Festakt statt, wobei man sich zuvor mit einem Abschiedsgottesdienst von der alten Synagoge verabschiedete. Nach diesem Gottesdienst versammelte sich der Festumzug vor dem Sakralbau, wobei die bürgerlichen und christlichen Würdenträger der Stadt anwesend waren. Am Tag der Einweihung waren alle Geschäfte im Ort geschlossen. Vor der neuen Synagoge überreichte der Regierungsbaumeister Ignatz Grünfeld dem ersten Gemeindevorsteher Isaak Kuznicki den vergoldeten Schlüssel zum Hauptportal. Kuznicki bat daraufhin den Bürgermeister damit die Hauptpforten des Sakralbaus zu öffnen, eine Bitte, der der Bürgermeister entsprach. Nach dem Gottesdienst fand ein großes Festessen bei Grünwald statt, an dem 150 Leute teilnahmen.
Im Unterschied zu anderen Synagogen war die Synagoge nicht an derselben Stelle erbaut worden, an der die alte Synagoge gestanden hatte.
Von 1899 bis 1907 wirkte in der jüdischen Gemeinde der Rabbiner Joseph Norden.
Die Synagoge wurde 1939 zerstört.